# Wydział Scenografii Akademii Sztuk Pięknych w Warszawie
Wydział Scenografii Akademii Sztuk Pięknych w Warszawie – jeden z dziewięciu wydziałów Akademii Sztuk Pięknych w Warszawie. Jego siedziba znajduje się przy ul. Wybrzeże Kościuszkowskie 37/39.

## Struktura
- Katedra Projektowania Scenografii Teatralnej i Operowej
- Katedra Projektowania Scenografii Filmowej i Telewizyjnej
- Pracownia Ogólnoplastyczna[3]

## Kierunki studiów
- Scenografia

## Władze[4]
- Dziekan: prof. dr hab. Tomasz Myjak
- Prodziekan: dr Julia Skrzynecka